# Marcus Metilius (tribunus plebis in 217 v.Chr.)
Marcus Metilius was een tribunus plebis in 217 v.Chr.
Hij diende een rogatio ad populum (vraag aan het volk) in om Quintus Fabius Maximus Cunctator, de toenmalige dictator, zijn exclusieve controle over de legioenen te ontnemen, en toelaten dat zijn magister equitum (rechterhand), Quintus Minucius Thermus, een gelijk aandeel in het bevel kreeg. Marcus Metilius was legatus, in 212 v.Chr., van de senaat voor de consuls, na enkele tegenslagen, in het zevende jaar van de Tweede Punische Oorlog.

## Antieke bron
- Livius, XXII 25, XXV 22.
- Plutarchus, Fabius 7.3, 8.3-4.

## Referentie
- W. Smith, art. Metilius (3), in W. Smith (ed.), A Dictionary of Greek and Roman Biography and Mythology, II, Boston, 1867, p. 1067.